# Magali Tisseyre
Magali Tisseyre (* 27. Oktober 1981 in Montreal) ist eine kanadische Duathletin und Triathletin. Sie ist Duathlon-Weltmeisterin in der Altersklasse 20–24 (2005).

## Werdegang
2004 wurde Magali Tisseyre kanadische Universitäts-Meisterin im Triathlon. 2005 wurde sie Duathlon-Weltmeisterin in der Altersklasse 20–24. Ihr Spitzname ist Mags.

### Triathlon-Profi seit 2009
Seit 2008 startet sie im Triathlon auf der Ironman-Halbdistanz (1,9 km Schwimmen, 90 km Radfahren und 21,1 km Laufen) und seit 2009 als Profi. 2009 wurde sie in Florida Dritte bei der Ironman 70.3 World Championship und sie wurde als „Ironman 70.3 Triathlete of the Year“ ausgezeichnet.
Sie konnte diesen Erfolg im November 2010 nochmals wiederholen und 2015 wurde sie in Österreich Vierte bei der Ironman 70.3 World Championship.

### Erste Ironman-Medaille 2017
Im Dezember 2017 holte sich die damals 36-Jährige mit dem dritten Rang bei der Erstaustragung des Ironman Mar del Plata ihre erste Medaille in einem Ironman-Rennen.

## Sportliche Erfolge
| Datum/Jahr    | Rang | Wettbewerb                           | Austragungsort   | Zeit     | Bemerkung |
| ------------- | ---- | ------------------------------------ | ---------------- | -------- | --- |
| 25. Juni 2017 | 3    | Ironman 70.3 Mont-Tremblant          | Mont-Tremblant   | 04:19:17 | |
| 21. Aug. 2016 | 2    | Ironman 70.3 Timberman               | Gilford          |          | |
| 7. Mai 2016   | 4    | Ironman 70.3 St. George              | St. George       | 04:24:36 | US-Championships                                                                                                  |
| 5. Apr. 2015  | 1    | Ironman 70.3 Palmas                  | Palmas           | 04:21:17 | |
| 25. Okt. 2015 | 1    | Ironman 70.3 Los Cabos               | Los Cabos        | 04:24:28 | Siegerin bei der Erstaustragung                                                                                   |
| 30. Aug. 2015 | 4    | Ironman 70.3 World Championship      | Zell am See      | 04:25:33 | |
| 15. März 2015 | 1    | Ironman 70.3 Monterrey               | Monterrey        | 04:00:48 | |
| 26. Okt. 2014 | 1    | Ironman 70.3 Miami                   | Miami            | 04:06:38 | |
| 5. Okt. 2014  | 1    | Ironman 70.3 Silverman               | Henderson        | 04:36:22 | |
| 7. Sep. 2014  | 10   | Ironman 70.3 World Championship      | Mont-Tremblant   | 04:20:38 | |
| 22. Juni 2014 | 4    | Ironman 70.3 Mont-Tremblant          | Mont-Tremblant   | 04:31:15 | |
| 13. Juli 2013 | 1    | Ironman 70.3 Muncie                  | Muncie           | 04:12:59 | |
| 23. Juni 2013 | 2    | Ironman 70.3 Mont-Tremblant          | Mont-Tremblant   | 04:29:47 | |
| 29. Juli 2012 | 1    | Ironman 70.3 Calgary                 | Calgary          | 04:17:24 | |
| 24. Juni 2012 | 1    | Ironman 70.3 Mont-Tremblant          | Québec           | 04:23:30 | Siegerin bei der Erstaustragung in Kanada                                                                         |
| 3. Juni 2012  | 1    | Ironman 70.3 Mooseman                | Newfound         |          | |
| 18. März 2012 | 4    | Ironman 70.3 San Juan                | San Juan         | 04:26:10 | [ 2 ] |
| 30. Okt. 2011 | 2    | Ironman 70.3 Miami                   | Miami            | 03:47:01 | Zweite hinter Leanda Cave und vor der Britin Emma-Kate Lidbury                                                    |
| 10. Juli 2011 | 1    | Ironman 70.3 Rhode Island            | Narragansett     | 04:27:08 | |
| 15. Mai 2011  | 3    | Revolution3 Knoxville                | Knoxville        | 02:05:34 | |
| 30. Apr. 2011 | 3    | Wildflower Triathlon                 | Lake San Antonio |          | 1,9 km Schwimmen, 90 km Radfahren und 21,1 km Laufen                                                              |
| Apr. 2011     | 3    | Ironman 70.3 California              | Oceanside        |          | [ 5 ] |
| 19. März 2011 | 4    | Ironman 70.3 San Juan                | San Juan         | 04:21:36 | [ 6 ] |
| 13. Nov. 2010 | 3    | Ironman 70.3 World Championship      | Clearwater       | 04:13:04 | |
| 26. Sep. 2010 | 2    | Ironman 70.3 Augusta                 | Augusta          | 04:16:33 | |
| 22. Aug. 2010 | 1    | Ironman 70.3 Philippines             | Camarines Sur    | 04:27:01 | [ 7 ] |
| 27. Juni 2010 | 1    | Ironman 70.3 Buffalo Springs         | Lubbock          | 04:23:21 | [ 8 ] |
| 6. Juni 2010  | 1    | Ironman 70.3 Mooseman                | Newfound         | 04:30:46 | Sieg vor der Australierin Kate Major                                                                              |
| 16. Mai 2010  | 3    | Ironman 70.3 Florida                 | Orlando          | 04:23:10 | dritter Rang hinter der Siegerin Leanda Cave                                                                      |
| 1. Mai 2010   | 4    | Wildflower Triathlon                 | Lake San Antonio | 04:40:04 | auf der olympischen Distanz (1,5 km Schwimmen, 40 km Radfahren und 10 km Laufen) hinter der Siegerin Julie Dibens |
| 14. Nov. 2009 | 3    | Ironman 70.3 World Championship      | Clearwater       | 04:05:27 | wenige Sekunden vor der Schweizerin Caroline Steffen                                                              |
| 13. Sep. 2009 | 4    | Ironman 70.3 Muskoka                 | Muskoka          | 04:41:15 | |
| 23. Aug. 2009 | 3    | Ironman 70.3 Timberman               | New Hampshire    |          | |
| 2. Aug. 2009  | 2    | Ironman 70.3 Calgary                 | Calgary          |          | Zweite hinter der Siegerin Mirinda Carfrae                                                                        |
| 12. Juli 2009 | 1    | Vancouver International Half-Ironman | Vancouver        | 04:14:34 | Magali Tisseyre gewinnt in British Columbia an der Westküste Kanadas – neben Jordan Rapp bei den Männern.         |
| 13. Juni 2009 | 1    | Ironman 70.3 Boise                   | Boise            | 04:12:29 | [ 10 ] |
| 2008          |      | Mooseman Half                        | Newfound         | 04:37:56 | |
| 2008          |      | Ironman 70.3 Lake Stevens            | Lake Stevens     | 04:42:40 | in Washington |
| 2008          |      | Ironman 70.3 Boise                   | Boise            | 04:36:34 | in Idaho |

| Datum/Jahr   | Rang | Wettbewerb            | Austragungsort | Zeit     | Bemerkung                            |
| ------------ | ---- | --------------------- | -------------- | -------- | ------------------------------------ |
| 3. Dez. 2017 | 3    | Ironman Mar del Plata | Mar del Plata  | 09:24:37 |                                      |
| 28. Mai 2017 | 10   | Ironman Brasil        | Florianópolis  | 09:09:49 | erster Start auf der Ironman-Distanz |

| Datum/Jahr    | Rang | Wettbewerb                                     | Austragungsort | Zeit     | Bemerkung                                        |
| ------------- | ---- | ---------------------------------------------- | -------------- | -------- | ------------------------------------------------ |
| 21. Okt. 2007 | DNF  | ITU Long Distance Duathlon World Championships | Richmond       | –        | Duathlon-Weltmeisterschaft auf der Langdistanz   |
| 7. Mai 2007   | 17   | ITU Duathlon World Championships               | Győr           | 02:00:23 |                                                  |
| 26. Sep. 2005 | 1    | ITU Duathlon World Championship F20-24         | Newcastle      |          | Duathlon-Weltmeisterin in der Altersklasse 20–24 |

(Did Not Finish)